# Trigonomima plumipes
Trigonomima plumipes là một loài ruồi trong họ Asilidae. Trigonomima plumipes được Meijere miêu tả năm 1914.